# FC Winterthur Frauen
Der FC Winterthur Frauen ist seit der Saison 2016/17 die Frauenfussball-Abteilung des FC Winterthur. Dank der Lizenz des FC Lohn, der sein Frauenteam mangels Spielerinnen auflösen musste, konnten die Frauen des FC Winterthur direkt in der 3. Liga beginnen. Das Team spielt in der Saison 2023/24 in der Nationalliga B.

## Geschichte
Fussball galt lange Zeit als reine Männerdomäne und war in einigen europäischen Ländern für Frauen zwischen 1930 und 1960 sogar verboten. In der Schweiz begann sich der Frauenfussball ab Mitte der 1960er-Jahre allmählich zu etablieren. Auch in Winterthur versammelten sich 1971 fussballbegeisterte Frauen auf der Schützenwiese. Die Einrichtung eines Frauenkaders wurde damals beim FCW jedoch nicht in Erwägung gezogen – im Gegenteil. Man argumentierte, dass es auf der Schützenwiese schlicht keinen Platz für ein Frauenteam gebe. Nach dieser Abfuhr wandten sich die Winterthurerinnen zum FC Phönix und schlossen sich 1974 dem SC Veltheim an. Die Frauenförderung lag stark zurück. Dies erfuhr auch das Fussballtalent Sarah Akanji am eigenen Leib. Um den Frauenfussball zu fördern, ergriff Akanji die Initiative und wandte sich bereits 2011 an den FC Winterthur mit dem Wunsch, ein Frauenkader ins Leben zu rufen. Vorerst blitzte sie mit ihrem Anliegen ab. 2016 klappte es dann doch mit der Gründung einer eigenen Frauenmannschaft. Das neu gebildete Team marschierte unter der Cheftrainerin Adrielle Krysl durch die 3. Liga und schaffte 2021 den Aufstieg in die Nationalliga B. Dort konnte sich das Team aber nicht halten und stieg 2022 in die 1. Liga ab.

## Erfolge
Meistertitel:
- 3. Liga: Saison 2016/17
- 2. Liga: Saison 2017/18[2]
- 1. Liga: Saison 2020/21 und Saison 2022/23[3]

Regio Cup: Saison 2016/17

## Mannschaften
- Frauen 1: Nationalliga B.
- U15 FC Winterthur-Wiesendangen: C-Juniorinnen, 2. Stärkeklasse[4]
- A-Juniorinnen FC Winterthur-Wiesendangen